# Junonia rauana
Junonia rauana är en fjärilsart som beskrevs av Grose-smith 1898. Junonia rauana ingår i släktet Junonia och familjen praktfjärilar. Inga underarter finns listade i Catalogue of Life.